# Dinastia Kalabhra
La dinastia Kalabhra (tàmil களப்பிரர் - Kalappirar) fou una obscura dinastia dràvida que va governar al sud de l'Índia entre el segle iii i el segle vi. Els Kalabhres, possiblement Jainistes, van desplaçar els regnes dels primers Coles, primers Pandyes i Txeres (que havien dominat precedentment aquesta zona del subcontinent indi) per una revolta. Els Kalabhres van posar final als drets Brahmadeya que s'havien concedit als Bramans en pobles diversos a tota l'Índia del sud.
La dinastia Kalabhra va governar sobre tot el país Tàmil entre el segle iii i el segle VII en una era de la història de l'Índia del sud anomenada interregne Kalabhra. Hi ha poques informacions sobre l'origen d'aquest regne. Contràriament a l'abundància d'expressions artístiques i monumentals dels altres regnes de la regió, els kalabhres no varen deixar gairebé cap corpus arqueològic substancial. Les úniques fonts d'informació sobre aquesta època són algunes mencions budistes i jainistes. Durant els segles següents els historiadors varen donar referències molt escasses sobre els Kalabhres en llurs obres. Per aquesta raó el període d'aquest regne és sovint qualificat com els anys obscurs del l'Índia del sud.

## Identificació
L'origen i identitat dels Kalabhres és incert. Generalment es creu que eren tribus de muntanya que van sortir de l'obscuritat per esdevenir un poder a l'Índia del sud. Els seus reis van ser probablement poder seguidors del budisme i el jainisme. Algunes de les seves monedes mostren imatges com un monjo jainista assegut, el budista Bodhisattva Manjushri, o el símbol de la Swastika, amb inscripcions Prakrits en escriptura Brahmi guió a l'altra banda. Els espècimens més tardans que daten cap al segle VI empra ambdós Prakrit i Tàmil en les inscripcions i imatges característiques de déus i deesses hindús.
Un nombre de teories ha estat proposades per la identitat dels Kalabhras. T. A. Gopinath Rao els equipara amb els Muttaraiyars i Kallars i una inscripció al temple Vaikunta Perumal a Kanchi esmenta un Muttaraiyar anomenat Kalavara-Kalvan. La paraula Kalabhra possiblement podria ser una derivació sanscrita del tàmil Kalvan. M. Raghava Iyengar, d'altra banda, identifica els Kalabhres amb els Vellala Kalappalars.Vers el 770 les lamines de Velvikudi del rei Pandya Parantaka Nedunjadaiyan esmenta els Kalabhres i R. Narasimhacharya i V. Venkayya els creu Karnates. K. R. Venkatarama Iyer suggereix que els Kalabhres podrien haver-se establert a la regió de Bangalore-Chittoor a l'inici del segle v.

## Evidència en la literatura
La història dels Coles de Uraiyur (Tiruchirappalli) és extremadament obscura del segle IV al segle ix, principalment per causa de l'ocupació del seu país pels Kalabhres. Buddhadatta, el gran escriptor en Pali, va pertànyer a Uraiyur. Esmenta al seu contemporani, el rei Achyutavikranta del Kalabharakula, com a governant sobre el país Cola de Kaveripumpattinam. Fou un budista. La tradició literària tàmil refereix a un Achyuta que va mantenir als governants Txera, Cola i Pandya sota captivitat. Sobre la base de la contemporaneïtat de Buddhadatta amb Buddhaghosha, Achyuta pot ser assignat al segle v. Així, després de l'edat del Sangam, els Coles van ser forçats a l'obscuritat pel Kalabhres, que van destorbar les plàcides condicions polítiques del país Tàmil.

## Raons per la poca popularitat
Els Kalabhres, al governar el país Tàmil, van destorbar l'ordre prevalent. Les inscripcions de Velvikudi del tercer any del regnat del Pandya Nedunjadaiyan (vers 765 – 815) diu que el Pandya governant Mudukudumi Peruvaludi va donar el poble de Velvikudi com Brahmadeya (regal als Bramins). El van gaudir de molt temps. Llavors un rei Kali anomenat Kalabhran va agafar possessió de les extenses terres fent fora un nombre de grans reis.

## Patrons de la literatura
El període dels Kalabhres va estar marcat per l'ascens del budisme, i probablement també del jainisme. Va ser caracteritzat per l'activitat literària considerable en tàmil. La majoria de les obres agrupades sota el nom "Les Divuit obres Menors" podrien haver estat escrites durant aquest període com també el Silappadhikaram, Manimegalai i altres obrees. Molts dels autors es van caracteritzar com a pertanyents a sectes herètiques (és a dir budistes i jainistes). Tanmateix, el gran lexicògraf tàmil Vaiyapuri Pillai havia assignat dates més tardanes a moltes d'aquestes obres. Aquesta teoria soscavaria l'enllaç entre els Kalabhras i les "Divuit feines Menors".

## Religió
Se sap que els Kalabhres van ser patrons del hinduisme, budisme i jainisme. Els kalabhres tardans semblen haver estat Xaivites i Vaixnavites. El Historiador F. E. Hardy suposa la cerimònia de palau feta a un temple de Vishnu o Mayon en el govern dels Kalabhres. Són coneguts per patronitzar al déu hindu Skanda o Subramanya. Van imprimir la seva imatge en les seves monedes del segle V especialment aquelles dels governants de Kaveripumpattinam. King Achyuta worshipped Vaishnava Tirumal.

## Caiguda dels Kalabhres
El govern dels Kalabhres es va acabar al segle vii pel revifament del poder dels Pal·lava, dels Pandyes i els Chalukya de Vatapi. Hi ha algunes referències als Kalabhres a les inscripcions Pal·laves i Chalukya. Van ser conquerits pel Pal·lava Simhavishnu i el Pandya, Kadungon.